# Малый Перелаз (Кировская область)
 Малый Перелаз  — деревня в Кирово-Чепецком районе Кировской области в составе Поломского сельского поселения.

## География
Расположена на расстоянии менее 2 км на северо-запад от центра поселения села Полом.

## История
Известна с 1873 года как деревня на перелазе Ивана Беляева или Перелаз малый, где дворов 13 и жителей 153, в 1905 (уже Мало-Перелазская) 24 и 139, в 1926 23 и 113, в 1950 19 и 81, в 1989 6 жителей. Настоящее название утвердилось с 1939 года.

## Население
Постоянное население составляло 7 человек (русские 86%) в 2002 году, 6 в 2010.